# 2869 Nepryadva
2869 Nepryadva eller 1980 RM2 är en asteroid i huvudbältet som upptäcktes den 7 september 1980 av den rysk-sovjetiske astronomen Nikolaj Tjernych vid Krims astrofysiska observatorium på Krim. Den har fått sitt namn efter den ryska segern över Gyllene horden vid Slaget vid Kulikovo.
Asteroiden har en diameter på ungefär 12 kilometer och den tillhör asteroidgruppen Eunomia.